# Lista över motorcykelmärken
Motorcykelmärken, olika fabrikat av motorcyklar.

## A
- AJS
- Aprilia
- Ariel
- Aermacci

## B
- Bimota
- Blackburne
- Brough Superior
- BSA
- Buell
- Bultaco
- BMW

## C
- Cagiva
- Coventry-Victor
- Crocker
- CZ
- ccm
- Condor

## D
- Derbi
- Ducati

## E
- EBE
- Eiber
- Enfield India
- Excelsior (USA)

## F
- FN

Folan. Svensk mc

## G
- GasGas
- Gladiator (Sverige)
- Gilera

## H
- H R D
- Haden
- Harley-Davidson
- Hartford
- Hecker
- Hedlund
- Heinkel
- Helkama
- Henderson
- Hercules
- Hero
- Hesketh
- Highland
- Hildebrand & Wolfmüller
- Hodaka
- Hoffman
- Holden
- Honda
- Horex
- Hulster
- Humbler
- Hunwick Hallam
- Hunwick Harrup
- Husaberg
- Husqvarna
- Hyosung
- Hägglund

## I
- IMZ-Ural
- Indian

## J
- Jawa

## K
- Kawasaki
- KMZ-Dnepr
- KTM
- Komar

## L
- LZh

## M
- Mahindra
- Matchless
- Megola
- Monark
- Monark-Albin m/42
- Moto Guzzi
- Münch Mammuth
- MV Agusta
- MZ

## N
- Neander
- Nimbus
- Norton
- NSU
- NV

## O
- Ossa

## P
- Praga

## Q
- Quadrant
- Quasar

## R
- Rex
- Royal Enfield
- Rumi

## S
- Sarolea
- Suecia
- Sunbeam
- Suzuki
- Sachs
- Skyteam

## T
- Triumph
- TM
- Tomos

## U
- Ural se IMZ-Ural

## V
- Vincent
- Velocette

## Y
- Y2K motorcykel
- Yamaha

## Z
- Zündapp